# Пустошенское сельское поселение
Пустошенское сельское поселение — муниципальное образование в составе Оричевского района Кировской области России.
Административный центр — село Пустоши.

## История
Пустошенское сельское поселение образовано 1 января 2006 года согласно Закону Кировской области от 07.12.2004 № 284-ЗО.

## Население
| 2010 | 2012 | 2013 | 2014 | 2015 | 2016 | 2017 |
| ---- | ---- | ---- | ---- | ---- | ---- | ---- |
| 864  | ↗882 | ↘877 | ↘859 | ↘832 | ↘822 | ↘804 |
| 2018 | 2019 | 2020 | 2021 |      |      |      |
| ↘782 | ↘738 | ↘703 | ↘630 |      |      |      |

## Состав сельского поселения
В состав сельского поселения входят 15 населённых пунктов:
| №  | Населённый пункт | Тип населённого пункта       | Население |
| -- | ---------------- | ---------------------------- | --------- |
| 1  | Бехтери          | деревня                      | 11        |
| 2  | Дресва           | деревня                      | 13        |
| 3  | Жолобовы         | деревня                      | 0         |
| 4  | Заболотье        | деревня                      | 11        |
| 5  | Климины          | деревня                      | 6         |
| 6  | Крысовы          | деревня                      | 5         |
| 7  | Кульпино         | деревня                      | 1         |
| 8  | Монастырщина     | село                         | 207       |
| 9  | Мошкина Мельница | деревня                      | 14        |
| 10 | Поздяки          | деревня                      | 4         |
| 11 | Пустоши          | село, административный центр | 559       |
| 12 | Чикишане         | деревня                      | 10        |
| 13 | Шабалино         | деревня                      | 13        |
| 14 | Шипаково         | деревня                      | 5         |
| 15 | Щенники          | деревня                      | 5         |